# The Steel King
The Steel King è un film muto del 1919 diretto da Oscar Apfel con interpreti principali June Elvidge e Montagu Love.

## Produzione
Il film fu prodotto dalla World Film.

## Distribuzione
Il copyright del film, richiesto dalla World Film Corp., fu registrato il 15 novembre 1919 con il numero LU14438.
Distribuito dalla World Film e dalla Republic Distributing Corporation, il film uscì nelle sale cinematografiche statunitensi il 24 novembre 1919.